# اسبهار سفلی (کلیبر)
اسبهار سفلی (به ترکی آذربایجانی: آشاغا ایسباهار) یکی از روستاهای استان آذربایجان شرقی است که در دهستان قشلاق بخش آبش‌احمد شهرستان کلیبر واقع شده‌است.